# Grävmöss
Grävmöss (Oxymycterus) är ett släkte av däggdjur som ingår i familjen hamsterartade gnagare. De förekommer i Sydamerika.

## Beskrivning
Dessa gnagare påminner om vanliga möss i utseende med undantag av öronen som är mindre och avrundade. De når en kroppslängd (huvud och bål) av 9 till 17 cm och en svanslängd av 7 till 15 cm. Vuxna individer av den mera kända arten Oxymycterus rufus vägde mellan 45 och 125 gram. Beroende på art är pälsen på ryggen mörkbrun, svartbrun, rödbrun eller gulbrun. Undersidan har vanligen ljusare päls i gråbrun eller ljusgrå. Arterna har kraftiga klor vid framfötterna.
Grävmöss vistas gärna i fuktiga habitat som träskmarker och marskland, men även i gräsmarker, skogar och buskskogar. De gräver i marken efter ryggradslösa djur (främst insekter) som utgör deras föda. I viss mån äter de även växtdelar. Grävmöss lever i underjordisk bon som lämnades av andra djur, till exempel av marsvin eller kapybara.
Honor kan para sig hela året och en kull har upp till sex ungar, oftast två eller tre. Ungarna diar sin mor cirka två veckor och de blir efter ungefär tre månader könsmogna. Med människans vård kan grävmöss leva 2,5 år.
IUCN listar två arter som starkt hotad (EN), en art med kunskapsbrist (DD) och alla andra som livskraftig (LC).

## Systematik
Arter enligt Catalogue of Life:
- Oxymycterus akodontius
- Oxymycterus angularis
- Oxymycterus delator
- Oxymycterus hiska
- Oxymycterus hispidus
- Oxymycterus hucucha
- Oxymycterus iheringi
- Oxymycterus inca
- Oxymycterus nasutus
- Oxymycterus paramensis
- Oxymycterus roberti
- Oxymycterus rufus

Wilson & Reeder (2005) listar ytterligare 5 arter i släktet: Oxymycterus amazonicus, Oxymycterus caparoae, Oxymycterus dasytrichus, Oxymycterus josei och Oxymycterus quaestor. Däremot godkänner de inte Oxymycterus iheringi som art i släktet. Den flyttades istället till det nybildade släktet Brucepattersonius.